# Хронотоп освіти
Хронотоп освіти (або часопростір  сфери освіти) — це взаємозв'язок часових і просторових взаємовідносин у сфері освіти. 

У філософії освіти хронотоп має суттєве структуруюче значення, оскільки освіта та освітні парадигми визначаються саме хронотопом, при цьому у філософії освіти первинним у хронотопі є саме час. Категорія хронотопу визначає буття, яке є завжди по своїй суті хронотопічним, адже просторові та часові компоненти завжди сущі у складі єдиного цілого. Час у філософії освіти згущується, ущільнюється, стає освітньо зримим; простір інтенсифікується, діалектично втягується в рух часу, історії. Часові категорії розкриваються у просторі, а сам простір осмислюється і вимірюється часом. Хронотопічне розкриття понять надає будь-якому дослідженню філософського характеру, формує образ буття того чи іншого феномену як цілісного явища.

## Хронотоп освіти та ідеологія
Сукупність диспозицій освітнього простору для того, щоб тривати або змінюватися у часі, використовують ідеологічний код, оскільки ідеологія освіти «…реалізується не інакше, як через формування габітусів. Згідно Бурд'є ці системи одиничних, але об'єктивно узгоджених диспозицій забезпечують єдність системи через калейдоскопічну різноманітність своїх структур, що утворюють коло, центр якого всюди і ніде» .

Найсміливішим «ідеологічним» припущенням є припущення про однорідність освіти у «просторі» і універсальність освітніх систем «в часі». З цього припущення цілком природно можна згенерувати тезу про існування ідеології тільки одного типу, про єдино правильне розуміння її структури та специфіки. Але подібні припущення є хибними, адже «жодна з ідеологій не мобілізує одночасно всіх доступних їй схем, тому вони ніколи не виконують однієї і тієї ж функції та не мають однієї і тієї ж ваги в різних «організаційних системах». Тому кожна з ідеологій в певний час є абсолютно унікальною, хоча вона по своїй суті буде всього лише зміненою формою всіх інших попередніх. Ідеологічні відмінності між освітніми хронотопами можуть виступити відправною точкою для розробки інструментарію, що дозволить дослідити відмінності освітніх систем не тільки в просторі, але і в часі.

## Хронотоп освіти у сучасному суспільстві
Хронотоп освіти у сучасному суспільстві структурується і відтворюється за допомогою ідеології, тому весь освітній простір ідеологічно заполітизований. Саме багатомірність освітньої системи, дає можливість виведення самого концепту «хронотоп освіти» за межі публічно-державного ареалу, що дає «…розуміння влади як структурно-обумовлених відносини, які не обов'язково стирають грань між владою і безликим структурним контролем». Одним з перших це дослідив М. Фуко, який окреслив дисциплінарний простір різних дискурсів, техніки нормування та контролю, виділив такі модальності влади, як нелокалізованість, дифузність, тотальність.

В сучасній Україні просторові характеристики хронотопу освіти розкривають нам як структуру так і систему управління сферою освіти.
Структура освіти в Україні[недоступне посилання з вересня 2019] є такою: 
1. дошкільна освіта;
2. загальна середня освіта;
3. позашкільна освіта;
4. професійно-технічна освіта;
5. вища освіта;
6. післядипломна освіта;
7. аспірантура;
8. докторантура;
9. самоосвіта.

Систему управління освітою в Україні  складають: органи управління освітою (державні та місцевого самоврядування); адміністрації закладів освіти (наукові, науково-методичні та методичні департаменти, управління, відділи etc.) та органи громадського самоврядування.
До органів управління освітою в Україні належать: 
1. Міністерство освіти і науки;
2. Міністерства і відомства України, яким підпорядковані заклади освіти;
3. Держава атестаційна комісія України;
4. Міністерство освіти Автономної Республіки Крим;
5. Місцеві органи державної виконавчої влади та органи місцевого самоврядування і підпорядковані їм органи управління освітою.

Органами громадського самоврядування в освіті є: Всеукраїнський з'їзд працівників освіти; з'їзд працівників освіти Автономної Республіки Крим; районна, міська, обласна конференції педагогічних працівників; загальні збори (конференція) колективу навчального закладу.